# Richard Geier
Richard Geier (* 29. Januar 1961 in Waldkirchen in Bayern) ist ein deutscher römisch-katholischer Priester und Leiter der Abteilung „Pastorale Dienste“ der Diözese Eisenstadt. Zuvor war er Ordensmitglied der Zisterzienser und der Barmherzigen Brüder.

## Leben und Wirken

### Herkunft und Werdegang
Richard Geier wurde am 29. Januar 1961 in Waldkirchen geboren und studierte Theologie an der Universität Passau und der Universität Innsbruck. Nach seiner Priesterweihe am 27. Juni 1987 wirkte er knapp zwanzig Jahre als Pfarrer des Bistums Passau in Vilshofen an der Donau sowie Schaufling (1993–1999). Im Jahr 1998 erfolgte seine Promotion in Pastoraltheologie an der Ludwig-Maximilians-Universität München zum pastoralliturgischen Konzept des Passauer Bischofs Simon Konrad Landersdorfer. Während dieser Zeit absolvierte er eine journalistische Ausbildung und war Rundfunkprediger beim Bayerischen Rundfunk.

### Klosterleben
2004 entschied sich Geier, in das Zisterzienserkloster Stift Stams einzutreten, wo er mit dem Ordensnamen Maximilian am 20. November 2005 die zeitliche Profess ablegte. In den folgenden Jahren hatte er einen Lehrauftrag für Pastoral- und Moraltheologie an der Kirchlich Pädagogischen Hochschule – Edith Stein in Stams. 2006 unterzeichnete Geier als Vertreter seiner Glaubensgemeinschaft die interreligiöse Stamser-Friedens-Erklärung.
Im Februar 2008 übertrug Geier seine zeitliche Profess von Stams auf das Stift Rein und legte dort frühzeitig mit kirchenrechtlicher Dispens am 23. August 2008 die ewige Profess ab. Unmittelbar danach postulierte ihn der Konvent des Stiftes Rein am 7. Oktober 2008 unter Vorsitz von Abtpräses Wolfgang Wiedermann zum 57. Abt, nachdem Abt Petrus Steigenberger mit Erreichen des 75. Lebensjahres resigniert hatte. Die Kongregation für die Ordensleute erfüllte diese Wahlbitte nicht, da die Konstitutionen der Österreichischen Zisterzienserkongregation für das Abtsamt mindestens fünf Jahre feierliche Profess vorschreiben.
Am 20. Jänner 2009 ernannte ihn Administrator Philipp Helm zum Prior des Stiftes Rein. Mit 1. März 2009 wurde er zum Gemeindepfarrer von Rein und Gratwein sowie Expositus der Wallfahrtskirche Maria Straßengel bestellt. Innerklösterlich war Geier als Novizenmeister für die Ausbildung der jungen Mönche zuständig. 2012 folgte eine Auszeit als Seelsorger im Krankenhaus der Barmherzigen Brüder in Graz-Eggenberg. Von September 2012 bis 30. Jänner 2013 übernahm Geier wieder die Pfarrstelle von Rein. Am 4. März 2013 trat er aus dem Zisterzienserorden aus, um in den Orden der Barmherzigen Brüder zu wechseln, wo er dem Krankenhaus der Barmherzigen Brüder in Eisenstadt als Krankenhausseelsorger zugeteilt wurde.

### Seelsorge und Leitungsfunktionen
Mit Dezember 2015 schied Geier aus dem Orden der Barmherzigen Brüder aus und wurde als Diözesanpriester von Bischof Ägidius Zsifkovics in die Diözese Eisenstadt inkardiniert. Seit 27. November 2016 ist er Pfarrmoderator in der Pfarrkirche St. Margarethen und leitet zudem das Liturgiereferat, die Abteilung Pastorale Dienste sowie die Erwachsenenbildung der Diözese Eisenstadt. Geier ist Mitglied des Eisenstädter Kathedralkapitels in der Funktion des Domkustos. Als Pfarrer von St. Margarethen obliegt Geier die Spielleitung der Passionsspiele im Römersteinbruch St. Margarethen.

## Veröffentlichungen
- "Seelsorge vom Altar aus". Das pastoralliturgische Konzept von Bischof Simon Konrad Landersdorfer OSB (= Theologia actualis. Nr. 3). Duschl, Winzer 1999, ISBN 3-933047-21-8 (zugleich Dissertation an der Universität München).
- Wunder des Alltags. Wege zum Geheimnis des Lebens. Duschl, Winzer 1998, ISBN 978-3-933047-08-3.
- Der Himmel kehrt zurück. Gespräche mit meinem Engel. Duschl, Winzer 1999, ISBN 978-3-933047-23-6.
- Zeige mir deine Sehnsucht. Duschl, Winzer 2000, ISBN 978-3-933047-43-4.
- Geschichte von einem Liebenden. Annäherungen an Jesus. 2. Auflage. Duschl, Winzer 2000, ISBN 978-3-933047-02-1.